# Minnie the Moocher (film)
Minnie the Moocher est un dessin animé de Betty Boop de 1932 produit par Fleischer Studios et publié par Paramount Pictures.
En 1994, Minnie the Moocher est élue n°20 dans la liste des 50 plus grands dessins animés de tous les temps par les membres du domaine de l'animation.

## Scénario
Le dessin animé s'ouvre sur une séquence en prise de vues réelles du célèbre chanteur de jazz Cab Calloway et de son orchestre interprétant une interprétation instrumentale de St. James Infirmary. Betty Boop se dispute avec ses parents immigrés et très stricts, lorsqu'elle refuse de manger le traditionnel Hasenpfeffer. Elle s'enfuit avec son petit ami Bimbo, et chante des extraits de la chanson de Harry Von Tilzer « They Always Pick on Me » et de la chanson « Mean to Me ».
Betty et Bimbo se retrouvent dans une grotte où apparaît une forme ressemblant à un morse (avec la voix de Calloway), qui chante "Minnie the Moocher" et danse sur la chanson mélancolique. Calloway est rejoint dans la performance par d'autres fantômes, gobelins, squelettes et autres créatures. Betty et Bimbo sont soumis à des squelettes buvant dans un bar ; des prisonniers fantômes assis sur des chaises électriques ; une chatte aux orbites vides nourrissant ses chatons aux yeux également vides ; etc. Betty et Bimbo changent tous les deux d'avis sur la fuite et se précipitent chez eux avec des goules à leur poursuite. Betty rentre chez elle en toute sécurité et se cache sous les couvertures de son lit. Alors qu'elle tremble de terreur, la note qu'elle a écrite plus tôt à ses parents se déchire, laissant "Home Sweet Home" dessus. Le film se termine avec Calloway interprétant l'instrumental "Vine Street Blues".

## Distribution
- Little Ann Little comme Betty Boop, et la mère de Betty Boop
- Claude Reese comme Bimbo
- William Pennell comme père de Betty Boop [5]
- Cab Calloway et son orchestre du Cotton Club en tant que monstres de la caverne

## Accueil
The Film Daily, le 10 janvier 1932, écrit : "Ce dessin animé musical de Max Fleischer est l'un des meilleurs réalisés à ce jour avec la jolie star de la plume et de l'encre, Betty Boop, qui semble devenir de plus en plus sexy et séduisante à chaque fois, et son petit ami, Bimbo. La partie musicale est produite par Cab Calloway et son orchestre."